# Léopards de Transfoot
El Léopards de Transfoot es un equipo de fútbol de Madagascar que milita en la Liga Regional de Toamasina, una de las ligas que componen la segunda categoría de fútbol en el país.

## Historia
Fue fundado en el año 2000 en la ciudad de Toamasina, logrando ganar la Copa de Madagascar en el año 2003 luego de vencer en la final al SO de l'Emirne 1-0, aunque fue hasta la temporada de 2004 que jugaron por primera vez en el Campeonato malgache de fútbol.
A nivel internacional fueron el primer club de Madagascar en jugar en la Copa Confederación de la CAF, en la primera edición del torneo en 2004, en la que fueron eliminados en la segunda ronda por el Sable FC de Camerún.

## Palmarés
- Copa de Madagascar: 1

2003

## Participación en competiciones de la CAF
| Temporada | Torneo                       | Ronda      | Club                    | Casa | Visita | Global  |
| --------- | ---------------------------- | ---------- | ----------------------- | ---- | ------ | ------- |
| 2004      | Copa Confederación de la CAF | Preliminar | Saint Louis Suns United | 4-0  | 2-2    | 6-2     |
| 2004      | Copa Confederación de la CAF | 1          | Wits University FC      | 1-1  | 2-2    | 3-3 (a) |
| 2004      | Copa Confederación de la CAF | 2          | Sable FC                | 1-2  | 1-4    | 2-6     |

## Jugadores destacados
- Jimmy Radafison
- Mazinot Valentin